# 尖尾篦齿槭
尖尾篦齿槭（学名：Acer pectinatum f. caudatilobum）为槭树科槭属篦齿槭下的一个变型。

## 扩展阅读
- 維基物種上的相關：尖尾篦齿槭